# Канто-Мару
Канто-Мару — транспортне судно, яке під час Другої світової війни брало участь у операціях японських збройних сил на Тихому океані.
Судно спорудили в 1930 році на верфі Yokohama Dock для компанії Kishimoto Kisen. Одразу після чого «Канто-Мару» взяла у довгостроковий чартер Osaka Shosen Kaisha, що поставила його на свою лінію до Нью-Йорка. З 1937-го власником стала Harada Kisen.
У серпні 1941-го «Канто-Мару» реквізували для потреб Імперського флоту Японії та до 10 грудня переобладнали у авіатранспорт, який отримав захисне озброєння із 120-мм гармат.
17 грудня 1941-го судно покинуло Японію з вантажем літаків та в січні 1942-го доправило їх на атол Джалуїт (Маршаллові острови). 1 лютого «Канто-Мару» все ще перебувало на Джалуїті, коли по ньому завдали удару літаки з американського авіаносця USS Yorktown, втім, «Канто-Мару» дістало лише легкі пошкодження.
У липні 1942-го судно підпорядкували Флоту Південно-Західної зони, що відповідав за контроль над окупованими територіями Південно-Східної Азії.
11 вересня 1942-го «Канто-Мару» прямувало Макассарською протокою, де надвечір його торпедував американський підводний човен USS Saury. «Канто-Мару» загорілось, вибухнуло та затонуло, загинуло 26 членів екіпажу та 13 пасажирів.